# Sampyeong-dong
Sampyeong-dong (koreanska: 삼평동) är en stadsdel i staden Seongnam i provinsen Gyeonggi, i den nordvästra delen av Sydkorea, 22 km sydost om huvudstaden Seoul. Den ligger i stadsdistriktet Bundang-gu.